# Les Lettres (film, 1914)
Pour les articles homonymes, voir Les Lettres.
Les Lettres est un film muet français réalisé par Louis Feuillade et sorti en 1914.

## Fiche technique
- Titre : Les Lettres
- Réalisateur : Louis Feuillade
- Société de production : Société des Établissements L. Gaumont
- Pays de production : France
- Format : Muet - Noir et blanc - 1,33:1 - 35 mm
- Métrage : 520 m
- Genre : Court métrage
- Date de sortie : 
  - France : février 1914

## Distribution
- René Navarre : Langeac
- Renée Carl : Marthe Sorbier
- Yvonne Ducos : Mme Langeac
- Georges Melchior